# ASL Airlines Ireland
Az ASL Airlines Ireland Limited, korábban Air Contractors, egy teher- és személyszállító légitársaság. Menetrend szerinti teherszállítási szolgáltatásokat nyújt Európa-szerte olyan nagy szállítmányozók megbízásából, mint a FedEx Feeder és a DHL Express; továbbá utasszállító charterjáratokat üzemeltet és bérleti szolgáltatást nyújt néhány menetrend szerinti légitársaság számára. Az ASL Aviation Holdings DAC az ASL Airlines Ireland anyavállalatának a székhelye a Malahide Road 3 alatt található Swordsban, Írországban.

## Története
A légitársaságot 1972-ben alapították és Air Bridge Carriers néven kezdte meg a működését az East Midlands repülőtéren. 1992 szeptemberében felvette a Hunting Cargo Airlines nevet, és 1997-ben befejeződött az összes légitársasági tevékenység áthelyezése Írországba. 1998 júniusában a Hunting Group eladta a légiközlekedési ágazatát a Compagnie Maritime Belge és a Safair (az Imperial Group része) közös konzorciumának, és a légitársaságot Air Contractors-ra nevezték át.
Az Imperial Group 2007-ben átruházta a 49%-os részesedését a vállalatban a 3P Air Freighters/Petercam S.A.-ra.
Az Air Contractors 2008. március 14-én felvásárolta a francia Europe Airpost fuvarozót. Miután az EAP-t átvette az ACL csoport, a csoportot átnevezték ASL Aviation Groupra, amely a csoport három fő szolgáltatását képviseli: légitársaságok, támogatás és repülőgép bérbeadás. 
2010-ben az Air Contractors új korszakba lépett azzal, hogy a csoport egyik tagjával, a Europe Airposttal közösen egy Boeing 737-300-as repülőgéppel utasokat kezdtek el szállítani.
2015. június 4-én az ASL Aviation Group bejelentette, hogy az Air Contractors új neve ASL Airlines Ireland, a Europe Airpost ASL Airlines France nevet vette fel, a Farnair Hungary új neve ASL Airlines Hungary és a Farnair Switzerland az ASL Airlines Switzerland nevet kapta.
A vállalat 2016. február 5-én bejelentette, hogy megállapodott a TNT Airways és a PAN Air megvásárlásáról, azzal a feltétellel, hogy a FedEx vásárolja meg a TNT-t. Az adásvétel 2016 májusában valósult meg. A TNT Airways-ből ASL Airlines Belgium, a PAN Air-ből pedig ASL Airlines Spain lett. 2017 elején az ASL Aviation Group átnevezte magát ASL Aviation Holdings-ra.
Az ASL Airlines Switzerland 2018. február 1-jén, míg az ASL Airlines Spain ugyanezen év augusztusában szüntette be minden tevékenységét.

## Flotta

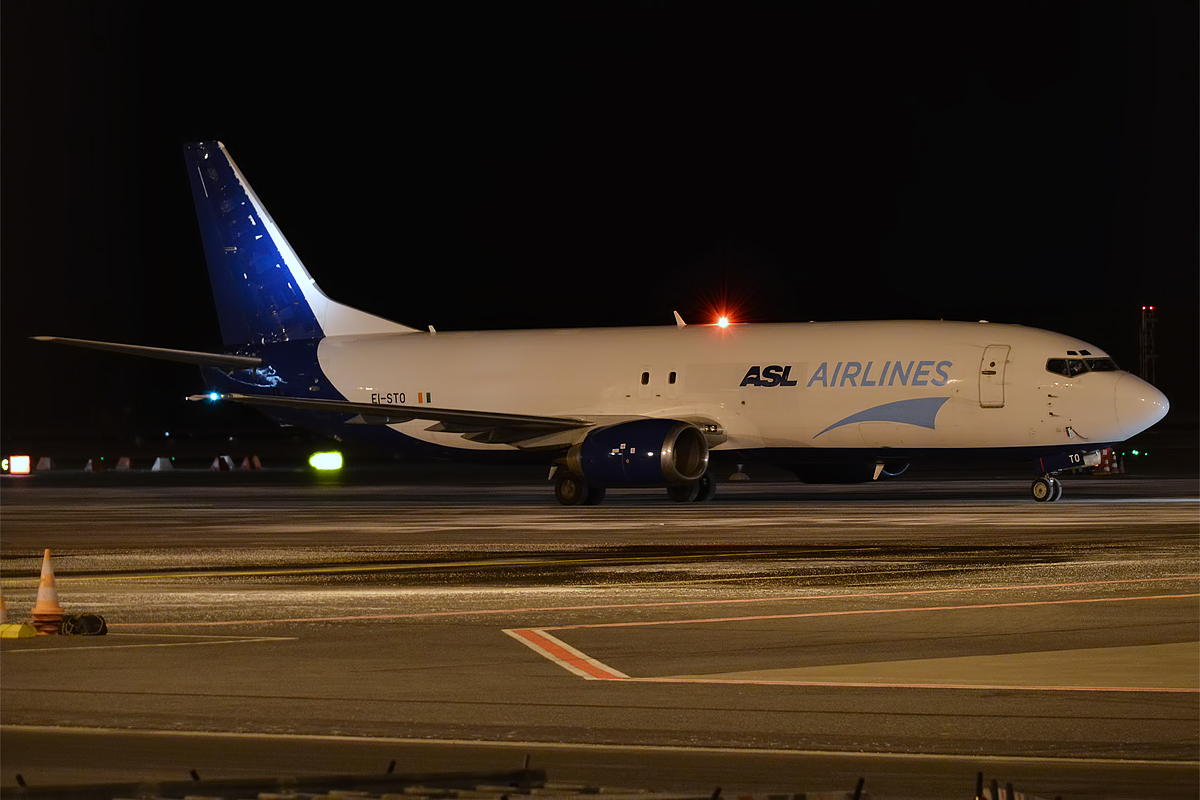
Az ASL Airlines Ireland egyik Boeing 737-400F-je

## Fordítás
Ez a szócikk részben vagy egészben  az   ASL Airlines Ireland című angol Wikipédia-szócikk ezen változatának fordításán alapul.  Az eredeti cikk szerkesztőit annak laptörténete sorolja fel. Ez a jelzés csupán a megfogalmazás eredetét és a szerzői jogokat jelzi, nem szolgál a cikkben szereplő információk forrásmegjelöléseként.